# Polen i olympiska sommarspelen 1956
Polen deltog med 64 deltagare vid de olympiska sommarspelen 1956 i Melbourne. Totalt vann de en guldmedalj, fyra silvermedaljer och fyra bronsmedaljer.

## Medaljer

### Guld
- Elżbieta Krzesińska - Friidrott, längdhopp.

### Silver
- Janusz Sidło - Friidrott, spjutkastning.
- Jerzy Pawłowski - Fäktning, sabel.
- Zygmunt Pawlas, Jerzy Pawłowski, Wojciech Zabłocki, Andrzej Ryszard Piątkowski, Marian Zygmunt Kuszewski och Ryszard Zub - Fäktning, sabel.
- Adam Smelczyński - Skytte, trap.

### Brons
- Henryk Niedźwiedzki - Boxning, fjädervikt.
- Zbigniew Pietrzykowski - Boxning, lätt mellanvikt.
- Helena Rakoczy, Natalia Kot, Danuta Nowak-Stachow, Dorota Horzonek-Jokiel, Barbara Wilk-Ślizowska och Lidia Szczerbińska - Gymnastik, portabla redskap.
- Marian Zieliński - Tyngdlyftning, 60 kg.